# Chicago Wolves
Die Chicago Wolves sind eine Eishockeymannschaft in der American Hockey League (AHL) aus Chicago, Illinois. Die Wolves tragen ihre Heimspiele in der 16.700 Plätze fassenden Allstate Arena aus. Das Team wurde 1994 als Franchise der International Hockey League (IHL) gegründet und sieben Jahre später in die AHL aufgenommen. Zu den größten Erfolgen des Teams zählen der zweifache Gewinn des Turner Cups in der IHL in den Jahren 1998 und 2000 sowie des Calder Cups 2002, 2008 und 2022 in der AHL.

## Spielstätten und Zuschauerzahlen

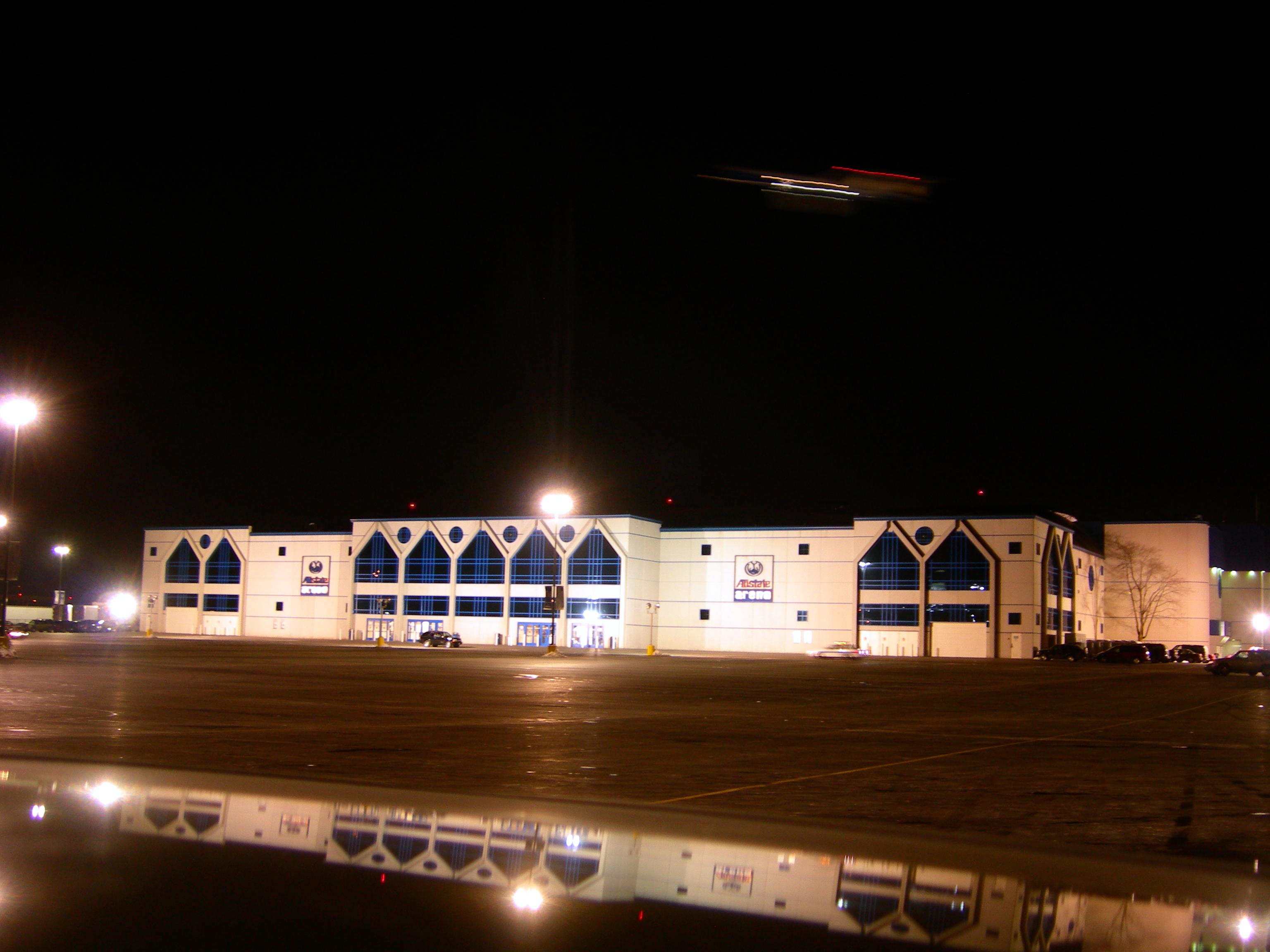
Die Allstate Arena, Heimspielstätte der Wolves

Die Chicago Wolves spielen seit ihrer Gründung 1994 in der Allstate Arena, einer Multifunktionsarena, die für Eishockeyspiele 16.692 Zuschauerplätze fasst. Am 14. Oktober 1994 absolvierten die Wolves ihr erstes Heimspiel in der International Hockey League, das mit 4:2 gegen die Detroit Vipers gewonnen wurde. Am 15. Januar 2001 wurde das IHL All-Star Game in der Allstate Arena ausgetragen. Die Wolves gewannen 4:0 gegen das IHL All-Star Team, dies war der erste Shutout in einem IHL All-Star Game. Steve Maltais erzielte in diesem Spiel zwei Punkte und stellte mit insgesamt zwölf Scorerpunkten bei IHL All-Star Games einen neuen Rekord auf.

### Zuschauerzahlen
| Saison  | Heim- spiele | Zuschauer- zahl | Zuschauer- schnitt | Auslastung | max. Kapazität |
| 1997/98 | 37           | 350.831         | 9.482              | 56,8 %     | 16.692         |
| 1998/99 | 35           | 323.001         | 9.229              | 55,3 %     | 16.692         |
| 1999/00 | 41           | 356.147         | 8.687              | 52,0 %     | 16.692         |
| 2000/01 | 41           | 341.529         | 8.330              | 49,9 %     | 16.692         |
| 2001/02 | 40           | 325.561         | 8.139              | 48,8 %     | 16.692         |
| 2002/03 | 40           | 324.555         | 8.114              | 48,6 %     | 16.692         |
| 2003/04 | 40           | 320.231         | 8.006              | 48,0 %     | 16.692         |
| 2004/05 | 40           | 368.390         | 9.210              | 55,2 %     | 16.692         |
| 2005/06 | 40           | 317.284         | 7.932              | 47,5 %     | 16.692         |
| 2006/07 | 40           | 313.212         | 7.830              | 46,9 %     | 16.692         |
| 2007/08 | 40           | 298.951         | 7.474              | 44,8 %     | 16.692         |
| 2008/09 | 40           | 292.635         | 7.316              | 43,8 %     | 16.692         |
| 2009/10 | 40           | 318.514         | 7.963              | 47,7 %     | 16.692         |
| 2010/11 | 40           | 298.117         | 7.453              | 44,7 %     | 16.692         |
| 2011/12 | 38           | 300.550         | 7.909              | 47,3 %     | 16.692         |
| Gesamt  | 592          | 4.849.508       | 8.191              | 49,0 %     | —              |

Die Chicago Wolves gehörten nach ihrer Gründung sowohl zu den IHL-Teams, als auch den Minor-League-Mannschaften, mit dem höchsten Zuschauerschnitt in Nordamerika überhaupt. Dennoch gelang es nur in den Anfangsjahren einen so hohen Schnitt zu erreichen, dass mehr als die Hälfte der Kapazität der Allstate Arena gefüllt werden konnte. Nach Auflösung der IHL und dem Wechsel Chicagos in die AHL blieb der Schnitt zunächst konstant bei über 8.000 Zuschauern pro Spiel, diese Marke wurde seit der Saison 2005/06 jedoch in jeder Spielzeit verfehlt. Daran konnte auch der Gewinn des Calder Cups in der Saison 2007/08 nichts ändern. Zwar besuchten in der Saison 2009/10 mit 7.963 Zuschauern wieder deutlich mehr Fans die Heimspiele der Wolves, jedoch lag der Zuschauerschnitt in der folgenden Spielzeit nach mehr als der Hälfte der Heimspiele bei nur noch 6.660, was eine Auslastung von unter 40 % bedeutet.

## Besitzer und Farmteams
| Saison          | Farmteam            | Liga |
| 1995/96         | Charlotte Checkers  | ECHL |
| 1996/97–1997/98 | Peoria Rivermen     | ECHL |
| 1998/99–2000/01 | Quad City Mallards  | UHL  |
| 1999/00         | Muskegon Fury       | UHL  |
| 2001/02–2003/04 | Greenville Grrrowl  | ECHL |
| 2004/05         | Quad City Mallards  | UHL  |
| 2004/05–2010/11 | Gwinnett Gladiators | ECHL |
| 2007/08         | Muskegon Fury       | IHL  |

Die Chicago Wolves befinden sich im Besitz des Unternehmers Don Levin, der diverse Holding-Unternehmen gründete, die in zahlreichen Ländern vertreten sind. Das Franchise ist seit 2020 das Farmteam der Carolina Hurricanes aus der National Hockey League. Zuvor war es seit 2017 das Farmteam der Vegas Golden Knights sowie von 2013 bis 2017 das der St. Louis Blues. Von 2001 bis 2011 dienten die Wolves als Farmteam der Atlanta Thrashers, anschließend zwei Jahre den Vancouver Canucks. Zuvor bestand von 1999 bis 2001 eine Zusammenarbeit mit den New York Islanders. Das Franchise verfügt selber ebenfalls über Farmteams, die in diversen Ligen wie der ECHL aktiv sind. Als erstes Farmteam wurden die Charlotte Checkers ausgewählt, mit denen eine Zusammenarbeit von 1995 bis 1996 bestand. Danach erfolgte von 1996 bis 1998 eine Kooperation mit den Peoria Rivermen aus der ECHL. Später wurden unter anderem auch Verträge mit den Quad City Mallards und Muskegon Fury aus der United Hockey League abgeschlossen. Von 2004 bis 2011 bestand eine Zusammenarbeit mit den Gwinnett Gladiators.

## Saisonstatistiken

### International Hockey League
Abkürzungen: GP = Spiele, W = Siege, L = Niederlagen, T = Unentschieden, OTL = Niederlagen nach Overtime SOL = Niederlagen nach Shootout, Pts = Punkte, GF = Erzielte Tore, GA = Gegentore, PIM = Strafminuten
| Saison  | GP | W  | L  | T | OTL | SOL | Pts | GF  | GA  | PIM  | Platz        | Playoffs |
| 1994/95 | 81 | 34 | 33 | – | 14  | –   | 82  | 261 | 306 | 2223 | 3., Northern | Niederlage im Turner-Cup-Achtelfinale, 0:3 (Kalamazoo) |
| 1995/96 | 82 | 40 | 34 | – | –   | 8   | 88  | 288 | 310 | 2423 | 2., Midwest  | Sieg im Turner-Cup-Achtelfinale, 3:1 (San Francisco) Niederlage im Turner-Cup-Viertelfinale, 1:4 (Las Vegas)                                                                               |
| 1996/97 | 82 | 40 | 36 | – | –   | 6   | 86  | 276 | 290 | 1508 | 3., Midwest  | Niederlage im Turner-Cup-Achtelfinale, 1:3 (San Antonio) |
| 1997/98 | 82 | 55 | 24 | – | –   | 3   | 113 | 301 | 258 | 1751 | 1., Midwest  | Sieg im Turner-Cup-Achtelfinale, 3:0 (Manitoba) Sieg im Turner-Cup-Viertelfinale, 4:2 (Milwaukee) Sieg im Turner-Cup-Halbfinale, 4:2 (Long Beach) Sieg im Turner-Cup-Finale, 4:3 (Detroit) |
| 1998/99 | 82 | 49 | 21 | – | –   | 12  | 110 | 285 | 246 | 2044 | 1., Midwest  | Sieg im Turner-Cup-Viertelfinale, 3:0 (Manitoba) Niederlage im Turner-Cup-Halbfinale, 3:4 (Houston)                                                                                        |
| 1999/00 | 82 | 53 | 21 | – | –   | 8   | 114 | 270 | 228 | 1695 | 1., Western  | Sieg im Turner-Cup-Viertelfinale, 4:0 (Long Beach) Sieg im Turner-Cup-Halbfinale, 4:2 (Houston) Sieg im Turner-Cup-Finale, 4:2 (Grand Rapids)                                              |
| 2000/01 | 82 | 43 | 32 | – | –   | 7   | 93  | 267 | 249 | 1563 | 1., Western  | Sieg im Turner-Cup-Viertelfinale, 4:1 (Milwaukee) Sieg im Turner-Cup-Halbfinale, 4:2 (Manitoba) Niederlage im Turner-Cup-Finale, 1:4 (Orlando)                                             |

### American Hockey League
Abkürzungen: GP = Spiele, W = Siege, L = Niederlagen, T = Unentschieden, OTL = Niederlagen nach Overtime SOL = Niederlagen nach Shootout, Pts = Punkte, GF = Erzielte Tore, GA = Gegentore, PIM = Strafminuten
| Saison  | GP | W  | L  | T | OTL | SOL | Pts | GF  | GA  | PIM  | Platz    | Playoffs |
| 2001/02 | 80 | 37 | 31 | 7 | 5   | –   | 86  | 250 | 236 | 1695 | 4., West | Sieg im Conference Viertelfinale, 3:2 (Grand Rapids) Sieg im Conference Halbfinale, 4:3 (Syracuse) Sieg im Conference-Finale, 4:1 (Houston) Sieg im Calder-Cup-Finale, 4:1 (Bridgeport) |
| 2002/03 | 80 | 43 | 25 | 8 | 4   | –   | 98  | 276 | 237 | 1905 | 2., West | Sieg im Conference Viertelfinale, 3:2 (Hershey) Niederlage im Conference Halbfinale, 0:3 (Grand Rapids)                                                                                 |
| 2003/04 | 80 | 42 | 26 | 9 | 3   | –   | 96  | 246 | 208 | 1658 | 2., West | Sieg im Division Halbfinale, 4:0 (Grand Rapids) Niederlage im Division Finale, 2:4 (Milwaukee)                                                                                          |
| 2004/05 | 80 | 49 | 24 | – | 5   | 2   | 105 | 245 | 211 | 1954 | 1., West | Sieg im Division Halbfinale, 4:1 (Houston) Sieg im Division Finale, 4:1 (Cincinnati) Sieg im Conference-Finale, 4:0 (Manitoba) Niederlage im Calder-Cup-Finale, 0:4 (Philadelphia)      |
| 2005/06 | 80 | 36 | 32 | – | 4   | 8   | 84  | 278 | 275 | 2028 | 5., West | nicht qualifiziert |
| 2006/07 | 80 | 46 | 25 | – | 3   | 6   | 101 | 331 | 252 | 1704 | 2., West | Sieg im Division Halbfinale, 4:0 (Milwaukee) Sieg im Division Finale, 4:2 (Iowa) Niederlage im Conference-Finale, 1:4 (Hamilton)                                                        |
| 2007/08 | 80 | 53 | 22 | – | 2   | 3   | 111 | 300 | 226 | 1869 | 1., West | Sieg im Division Halbfinale, 4:2 (Milwaukee) Sieg im Division Finale, 4:3 (Rockford) Sieg im Conference-Finale, 4:1 (Toronto) Sieg im Calder-Cup-Finale, 4:2 (Wilkes-Barre)             |
| 2008/09 | 80 | 38 | 37 | – | 3   | 2   | 81  | 226 | 222 | 1288 | 6., West | nicht qualifiziert |
| 2009/10 | 80 | 49 | 24 | – | 1   | 6   | 105 | 264 | 214 | 1112 | 1., West | Sieg im Division Halbfinale, 4:3 (Milwaukee) Niederlage im Division Finale, 3:4 (Texas)                                                                                                 |
| 2010/11 | 80 | 39 | 30 | – | 5   | 6   | 89  | 260 | 262 | 1402 | 6., West | nicht qualifiziert |
| 2011/12 | 76 | 42 | 27 | – | 4   | 3   | 91  | 213 | 193 | 1065 | 1., West | Niederlage im Division Halbfinale, 2:3 (San Antonio) |

## Erfolge und Ehrungen

### Sportliche Erfolge
| Trophäe                      | Saison                  |
| Turner Cup                   | 1997/98 1999/00         |
| Calder Cup                   | 2001/02 2007/08         |
| Fred A. Huber Trophy         | 1999/00                 |
| Robert W. Clarke Trophy      | 2001/02 2004/05 2007/08 |
| John D. Chick Trophy         | 2004/05 2007/08 2009/10 |
| Norman R. „Bud“ Poile Trophy | 2007/08                 |

Die Chicago Wolves gewannen seit Bestehen des Franchises jeweils zwei Mal den Turner Cup und Calder Cup. Daneben sammelte die Mannschaft diverse weitere Trophäen und Erfolge. In der Saison 1997/98 wurde erstmals der Turner Cup gewonnen, zwei Jahre später folgte der Gewinn der Fred A. Huber Trophy als punktbestes Team der regulären Saison in der International Hockey League und der erneute Gewinn des Turner Cup. Nach der Auflösung der IHL gewann die Mannschaft in ihrer Premierensaison in der AHL den Calder Cup. Außerdem wurde in derselben Spielzeit als bestes Team des Western-Conference-Finales die Robert W. Clarke Trophy gewonnen.
In den Saisons 2004/05 und 2007/08 gelang zwei weitere Male der Gewinn dieser Trophäe. Weitere Erfolge gelangen mit dem Gewinn der John D. Chick Trophy als Sieger der West Division in den Spielzeiten 2004/05, 2007/08 und 2009/10. In der Saison 2007/08 wurde als punktbestes Team der Western Conference die Norman R. „Bud“ Poile Trophy gewonnen.

### IHL-Awards
| Auszeichnung                     | Name                                      | Saison                           |
| Norman R. „Bud“ Poile Trophy     | Alexander Semak Andrei Trefilow           | 1997/98 1999/00                  |
| Leo P. Lamoureux Memorial Trophy | Rob Brown Steve Maltais Steve Larouche    | 1995/96, 1996/97 1999/00 2000/01 |
| John Cullen Award                | Steve Larouche                            | 1999/00                          |
| Ironman Award                    | Steve Maltais                             | 1999/00                          |
| IHL Man of the Year              | Tim Breslin Chris Marinucci Wendell Young | 1996/97 1998/99 2000/01          |

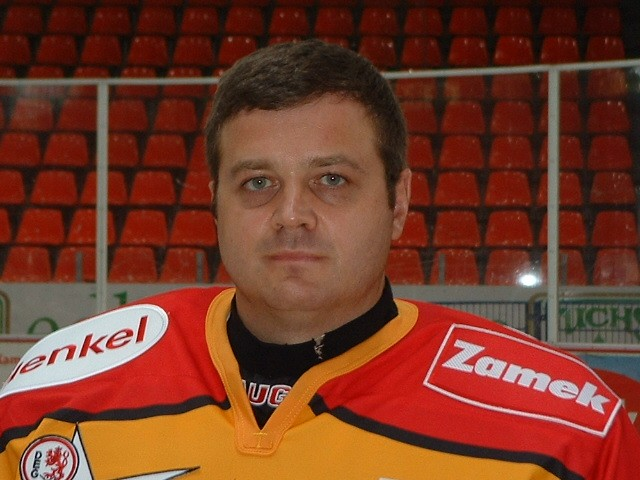
Andrei Trefilow gewann 2000 die Norman R. „Bud“ Poile Trophy als bester Spieler der Playoffs. Mit einer Fangquote von 95 % war er entscheidend am Turner-Cup-Gewinn der Wolves beteiligt.

Während ihrer Zeit in der International Hockey League gewannen acht Spieler der Chicago Wolves eine individuelle Auszeichnung. Als Erster wurde nach der Saison 1997/98 der Russe Alexander Semak als wertvollster Spieler während der Turner-Cup-Playoffs mit der Norman R. „Bud“ Poile Trophy ausgezeichnet. Zwei Jahre später wurde auch sein Landsmann Andrei Trefilow mit dieser Trophäe geehrt, der mit seinen Leistungen zum Gewinn des Turner Cup beigetragen hatte. Drei Spieler erhielten die Leo P. Lamoureux Memorial Trophy als punktbeste Spieler der regulären Saison. Nachdem Rob Brown nach der Saison 1995/96 als erster Spieler des Wolves diese Auszeichnung gewann und im Folgejahr erneut die Trophäe erhielt, gelang es mit Steve Maltais und Steve Larouche zwei weiteren Spielern die Punktewertung der International Hockey League anzuführen. Rob Brown setzte dabei in der Saison 1995/96 mit 52 Toren, 91 Assists und 143 Punkten in 79 Spielen die Bestmarke der Wolves.
Weiters gewann Larouche in der Saison 1999/2000 den John Cullen Award. Nachdem er sich im Dezember 1998 eine Knieverletzung zugezogen hatte und dadurch für den Rest der Spielzeit ausgefallen war, übertraf er im Folgejahr die 100-Punkte-Marke und gewann mit der Mannschaft den Turner Cup. Steve Maltais stand in der Spielzeit 1999/2000 in allen Partien der Wolves im Einsatz und erzielte über 100 Scorerpunkte. Für diese Leistungen wurde er mit dem Ironman Award ausgezeichnet. Außerdem wurden drei Spieler für ihr Engagement in der Gesellschaft als IHL Man of the Year ausgezeichnet. Tim Breslin, Chris Marinucci und Wendell Young gewannen mit der Mannschaft jeweils mindestens ein Mal den Turner Cup.

### AHL-Awards
| Auszeichnung                        | Name                                   | Saison                  |
| Les Cunningham Award                | Darren Haydar Jason Krog               | 2006/07 2007/08         |
| John B. Sollenberger Trophy         | Steve Maltais Darren Haydar Jason Krog | 2002/03 2006/07 2007/08 |
| Willie Marshall Award               | Brett Sterling Jason Krog              | 2006/07 2007/08         |
| Dudley „Red“ Garrett Memorial Award | Brett Sterling                         | 2006/07                 |
| Yanick Dupré Memorial Award         | Kurtis Foster                          | 2003/04                 |
| Jack A. Butterfield Trophy          | Pasi Nurminen Jason Krog Josh Leivo    | 2001/02 2007/08 2021/22 |

Seit der Aufnahme des Franchises in die American Hockey League gelang es elf Spielern der Chicago Wolves einen der individuellen AHL Awards zu gewinnen.
Pasi Nurminen gewann 2002 als erster Spieler der Franchisegeschichte eine individuelle Auszeichnung in der AHL und wurde als MVP der Calder-Cup-Playoffs mit der Jack A. Butterfield Trophy ausgezeichnet. In den Playoffs hatte Nurminen den bisherigen Stammtorhüter Norm Maracle aus dem Tor verdrängt und war mit einer Fangquote von 93,5 Prozent entscheidend am ersten Calder-Cup-Gewinn der Chicago Wolves beteiligt. Auch Jason Krog gewann diese Trophäe, als er in der Saison 2007/08 die Mannschaft mit 36 Punkten in 24 Playoff-Spielen zum zweiten Calder-Cup-Sieg führte. In der Saison 2006/07 erzielte Darren Haydar 122 Scorerpunkte in der regulären Saison, womit er bester Scorer der Liga war. Für diese herausragenden Leistungen wurde Haydar mit dem Les Cunningham Award belohnt. Ein Jahr später gewann auch sein Sturmpartner Jason Krog diese Auszeichnung, nachdem er ebenfalls über 100 Punkte erzielt hatte.
Neben Haydar und Krog gewann auch Steve Maltais die John B. Sollenberger Trophy als punktbester Spieler der regulären Saison. Während Maltais lediglich 86 Punkte benötigte, um die Saison 2002/03 als Topscorer abzuschließen, kamen Haydar und Krog in den Spielzeiten 2006/07 und 2007/08 auf eine Ausbeute von über 100 Punkten. Rookie Brett Sterling schaffte er bereits in seiner Debütsaison sich im Kader der Wolves festzuspielen und mit starken Leistungen zu überzeugen. So gewann er in der Saison 2006/07 sowohl den Willie Marshall Award als bester Torschütze der regulären Saison, wofür er mit 55 Toren beigetragen hatte, und den Dudley „Red“ Garrett Memorial Award als bester Rookie der Saison. 2004 wurde Kurtis Foster, der durch besonderes Engagement in der Öffentlichkeit aufgefallen war, mit dem Yanick Dupré Memorial Award ausgezeichnet.

## Franchiserekorde
Im Folgenden werden ausgewählte Spielerrekorde des Franchises sowohl über die gesamte Karriere als auch über einzelne Spielzeiten aufgeführt.

### Karriere
|                           | Name          | Anzahl                        |
| Meiste Spiele             | Steve Maltais | 839 (in 11 Spielzeiten)       |
| Meiste Tore               | Steve Maltais | 454                           |
| Meiste Vorlagen           | Steve Maltais | 497                           |
| Meiste Punkte             | Steve Maltais | 951 (454 Tore + 497 Vorlagen) |
| Meiste Strafminuten       | Steve Maltais | 1061                          |
| Meiste Siege als Torhüter | Wendell Young | 169                           |
| Meiste Shutouts           | Wendell Young | 16                            |

Stand nach Ende der Saison 2009/10

### Saison
|                               | Name            | Anzahl                      | Saison  |
| Meiste Tore                   | Steve Maltais   | 60                          | 1996/97 |
| Meiste Vorlagen               | Rob Brown       | 91                          | 1995/96 |
| Meiste Punkte                 | Rob Brown       | 143 (52 Tore + 91 Vorlagen) | 1995/96 |
| Meiste Punkte als Verteidiger | Tom Tilley      | 60 (5 Tore + 55 Vorlagen)   | 1998/99 |
| Meiste Strafminuten           | Kevin MacDonald | 390                         | 1994/95 |
| Meiste Siege als Torhüter     | Kari Lehtonen   | 38                          | 2004/05 |

## Trainer
Die Wolves starteten mit Gene Ubriaco als Cheftrainer in ihre Premierensaison. Ubriaco führte das Team in der International Hockey League mit einer nahezu ausgeglichenen Bilanz von 34 Siegen und 33 Siegen in die Playoffs. In der folgenden Spielzeit wurde Ubriaco 22 Partien vor dem Ende der Regular Season durch Grant Mulvey ersetzt, der die Mannschaft mit 88 Punkten auf den zweiten Rang der Midwest-Division führte. Nach einem Erstrundenerfolg gegen die San Francisco Spiders verlor das Team in fünf Spielen gegen Las Vegas Thunder. Im Verlauf der Saison 1996/97, nach 65 Spieltagen, erfolgte ein erneuter Wechsel und Gene Ubriaco war für zwei Spiele Interimstrainer, ehe er durch den Finnen Alpo Suhonen abgelöst wurde, der die Mannschaft erneut in die Endrunde führte.
Nachdem diese erneut frühzeitig geendet hatte, wurde er für die darauffolgende Saison bei den Wolves nicht weiterbeschäftigt. Als neuer Cheftrainer wurde der Kanadier John Anderson verpflichtet, der im Vorjahr mit den Quad City Mallards den Colonial Cup gewonnen hatte. In seiner ersten Saison stellte Anderson mit der Mannschaft einen neuen Franchiserekord auf und belegte mit 113 Punkten ligaweit den zweiten Platz, lediglich die Long Beach Ice Dogs waren mit 115 Punkten erfolgreicher. Nach Siegen über Manitoba Moose, Milwaukee Admirals, Long Beach Ice Dogs und Detroit Vipers gewann er mit dem Team erstmals den Turner Cup. Zwei Jahre später gewann Anderson mit den Wolves den zweiten Turner Cup der Franchise-Geschichte. Hierbei setzte sich die Mannschaft in der Finalserie in sechs Begegnungen gegen die Grand Rapids Griffins durch. Im Folgejahr scheiterte das Team in den Finalspielen gegen die Orlando Solar Bears. Nachdem die International Hockey League nach der Saison 2000/01 aufgelöst worden war, erfolgte die Aufnahme des Teams in die American Hockey League.
John Anderson blieb auch in der Folgezeit als Cheftrainer der Wolves im Amt und gewann mit der Mannschaft in der Saison 2001/02 den Calder Cup nach einem Erfolg in den Finalspielen gegen die Bridgeport Sound Tigers. In den drei folgenden Jahren gelang der Einzug in die Endrunde, weitere Erfolge blieben dem Team allerdings verwehrt. In der Saison 2005/06 fanden die Play-offs erstmals ohne die Wolves statt, zwei Jahre später gewann das Team den zweiten Calder Cup, diesmal nach einem Erfolg in der Finalserie gegen die Wilkes-Barre/Scranton Penguins. John Anderson verließ nach diesem Erfolg die Mannschaft und wurde Cheftrainer bei den Atlanta Thrashers. Die freie Stelle als Cheftrainer in Chicago wurde durch Don Granato, der Bruder von Tony Granato, gefüllt. Nachdem er in der Saison 2008/09 die Qualifikation für die Playoffs verpasst hatte und mit fünf Niederlagen in den ersten sechs Spielen in die folgende Saison gestartet war, erfolgte für ihn im Oktober 2009 die Kündigung. Als sein Nachfolger wurde Don Lever vorgestellt, der zuvor die Hamilton Bulldogs trainiert hatte. Nach der Saison 2010/11 wurde Lever nicht weiterbeschäftigt. Am 1. August 2011 wurde Craig MacTavish als Nachfolger vorgestellt. Zur folgenden Spielzeit engagierten die Wolves Scott Arniel, den ehemaligen Cheftrainer der Columbus Blue Jackets, nachdem MacTavish eine Stelle im Vorstand der Edmonton Oilers angenommen hatte.

## Spieler

### Mannschaftskapitäne
In der Geschichte der Chicago Wolves gab es bisher 17 verschiedene Spieler, die das Amt des Mannschaftskapitäns innehatten.
| Jahr      | Name              |
| --------- | ----------------- |
| 1994–1996 | Steve Maltais     |
| 1996–1997 | Troy Murray       |
| 1997–2000 | Steve Maltais     |
| 2000–2001 | Kevin Dahl        |
| 2001–2005 | Steve Maltais     |
| 2005–2006 | Derek MacKenzie   |
| 2006–2007 | kein Kapitän      |
| 2007–2008 | Darren Haydar     |
| 2008–2009 | Jamie Rivers      |
| 2009–2011 | Jason Krog        |
| 2011–2012 | Nolan Baumgartner |
| 2012–2013 | Darren Haydar     |
| 2013–2014 | Taylor Chorney    |
| 2014–2015 | Brent Regner      |
| 2015–2016 | Pat Cannone       |
| 2016–2017 | Chris Butler      |
| 2017–2018 | Paul Thompson     |
| 2021–2022 | Andrew Poturalski |
| 2022–2023 | Maxime Lajoie     |
| 2023–2024 | Chris Terry       |
| seit 2024 | Josiah Slavin     |

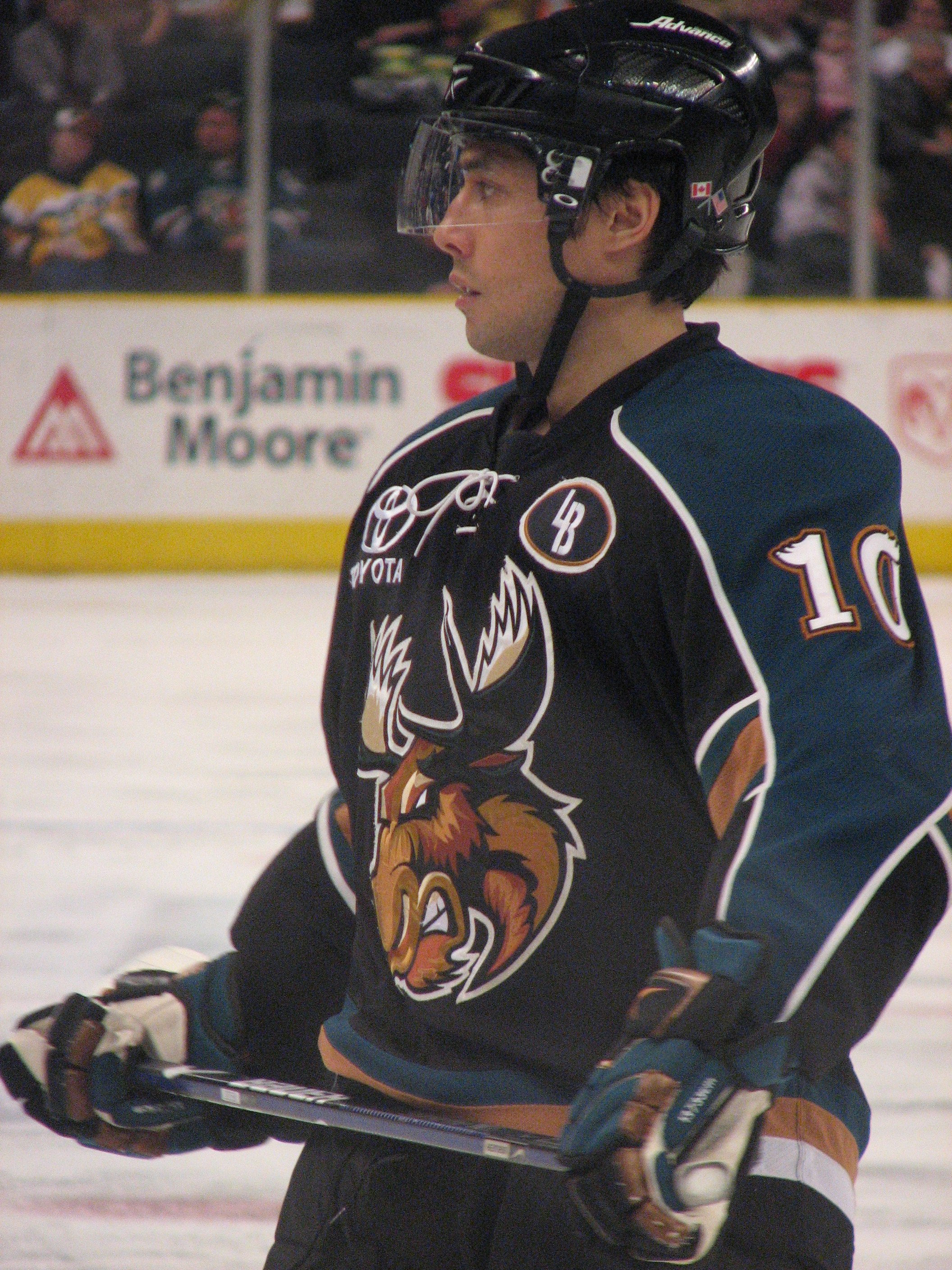
Jason Krog war von 2009 bis 2011 Kapitän der Wolves

Zur Saison 1994/95 wurde der Angreifer Steve Maltais zum ersten Mannschaftskapitän der Franchise-Geschichte ernannt. Nachdem er zwei Jahre lang dieses Amt ausgefüllt hatte, folgte auf ihn der erfahrene Center Troy Murray, der einen Großteil seiner Laufbahn bei den Chicago Blackhawks verbracht hatte. Nach dessen Karriereende wurde erneut Steve Maltais mit dieser Aufgabe betraut. Nach weiteren drei Jahren wurde er für eine Saison durch den Defensivakteur Kevin Dahl abgelöst. Nach dessen Abgang übernahm Maltais abermals das Amt des Mannschaftskapitäns. Im Sommer 2005 beendete er seine aktive Laufbahn, im Anschluss wurde Derek MacKenzie die Verantwortung übertragen. Die Wolves absolvierten die Saison 2006/07 ohne festen Kapitän, bevor zur folgenden Spielzeit Darren Haydar mit der Ausführung dieses Amtes betraut wurde. Auf ihn folgte Jamie Rivers, der die Mannschaft nach einem Jahr wieder verließ. Schließlich übertrugen die Wolves zur Saison 2009/10 dem Angreifer Jason Krog das Amt des Mannschaftskapitäns. Nachdem dieser nach zwei Jahren die Organisation Richtung Europa verlassen hatte, übernahm der erfahrene Verteidiger Nolan Baumgartner die Rolle des Mannschaftsführers. Nach der Spielzeit 2011/12 beendete Baumgartner seine aktive Laufbahn und Haydar übernahm das Amt erneut.  
Zwischen 2018 und 2021 hatten die Wolves erneut keinen festen Kapitän, anschließend folgten Andrew Poturalski, Maxime Lajoie und Chris Terry auf dieser Position. 

### Gesperrte Trikotnummern
| Nr. | Name          | Sperrungsdatum   |
| 1   | Wendell Young | 1. Dezember 2001 |
| 11  | Steve Maltais | 15. April 2006   |

Bisher wurden zwei Trikotnummern von den Chicago Wolves offiziell gesperrt. Der Torhüter Wendell Young war der erste Spieler, dem diese Ehre zuteilwurde. Er stand während seiner aktiven Laufbahn von 1994 bis 2001 für die Wolves im Einsatz und gewann während dieser Zeit mit der Mannschaft zwei Mal den Turner Cup. Am 1. Dezember 2001 wurde seine Trikotnummer 1 von den Wolves gesperrt und seither an keinen Spieler mehr vergeben. Der Angreifer Steve Maltais, der von 1994 bis 2005 für das Team aktiv war, wurde ebenfalls mit dieser Ehrung bedacht. Maltais errang mit der Mannschaft drei Meisterschaften, neben zwei Erfolgen im Turner Cup in der Spielzeit 2001/02 auch den Calder Cup. In der Premierensaison des Franchises wurde er zum ersten Mannschaftskapitän ernannt und füllte dieses Amt insgesamt neun Spielzeiten aus. Mit 839 Einsätzen, 454 Toren, 496 Assists, 950 Scorerpunkten und 1061 Strafminuten hält er alle relevanten Franchise-Rekorde der Wolves. Seine Nummer 11 wurde am 15. April 2006 offiziell gesperrt.

### Bekannte ehemalige Spieler
| - Ramzi Abid - Niklas Andersson - Jamie Baker - Steve Bancroft - Doug Barrault - Stephane Beauregard - Jesse Bélanger - Tim Bergland - Lonny Bohonos - Phil Bourque - Jay Bouwmeester - Fred Brathwaite - Tim Breslin - Rob Brown - Jim Campbell - Frédéric Cassivi - Chris Chelios - Braydon Coburn - Ed Courtenay - Joey Crabb - Dan Currie - Kevin Dahl | - Joe DiPenta - Kevin Doell - Ted Drury - Patrick Dwyer - Dallas Eakins - Brian Fahey - Glen Featherstone - Kurtis Foster - Michael Garnett - Simon Gamache - Alexandre Giroux - Steve Gosselin - Rawil Gusmanow - Jeff Hamilton - Mark Hartigan - Brett Hauer - Greg Hawgood - Glenn Healy - Shawn Heins - Oleksandr Hodynjuk - Pat Jablonski - Joel Kwiatkowski | - Guy Larose - Steve Larouche - Brad Larsen - Ray LeBlanc - Kari Lehtonen - Bryan Little - Derek MacKenzie - Steve Maltais - Norm Maracle - Chris Marinucci - Steve Martins - Kevin Miller - Kip Miller - Joe Motzko - Troy Murray - Bob Nardella - Brian Noonan - Nathan Oystrick - Ondřej Pavelec - Scott Pearson - Dan Plante - Mark Popovic | - Todd Reirden - Shawn Rivers - Gordie Roberts - Travis Roche - Jesse Schultz - Al Secord - Alexander Semak - Richard Shulmistra - Brian Sipotz - Jarrod Skalde - Dan Snyder - Brett Sterling - Karl Stewart - Colin Stuart - Brad Tapper - Tom Tilley - Andrei Trefilow - Jean-Pierre Vigier - Stephen Weiss - Brian Wiseman - Wendell Young |